# Maszrafat as-Sab
Maszrafat as-Sab – wieś w Syrii, w muhafazie Ar-Rakka. W 2004 roku liczyła 1222 mieszkańców.